# Luca Mozzato
Luca Mozzato (Arzignano, 15 februari 1998) is een Italiaans wegwielrenner die in 2020 prof werd bij B&B Hotels-Vital Concept p/b KTM. Na drie jaar bij die ploeg maakte hij in 2023 de overstap naar Team Arkéa Samsic.

## Carrière
Als junior won Mozzato in 2015 de Trofeo comune di Vertova en in 2016 de Gran Premio Sportivi di Sovilla. In 2018 en 2019 reed hij voor de opleidingsploeg Dimension Data for Qhubeka Continental Team, voor die ploeg won hij in 2019 de Circuito del Porto-Trofeo Internazionale Arvedi. Voor het seizoen 2020 tekende hij bij de Franse ploeg B&B Hotels-Vital Concept p/b KTM, tot 2022 was hij bij deze ploeg actief. Sinds 2023 rijdt hij bij Arkéa-Samsic.
In 2024 won Mozzato de Bredene Koksijde Classic, voor Dylan Groenewegen en Gerben Thijssen. Later die maand won hij de sprint van de eerste achtervolgende groep in de Ronde van Vlaanderen, een minuut nadat Mathieu van der Poel winnend over de streep was gekomen.

## Palmares
2015
Trofeo comune di Vertova, junioren
2016
Gran Premio Sportivi di Sovilla, junioren
2019
Circuito del Porto-Trofeo Internazionale Arvedi
2023
2e etappe Ronde van de Limousin-Nouvelle-Aquitaine
Binche-Chimay-Binche
2024
Bredene Koksijde Classic

### Resultaten in voornaamste wedstrijden
| Jaar | Ronde van Italië | Ronde van Frankrijk | Ronde van Spanje |
| ---- | ---------------- | ------------------- | ---------------- |
| 2020 |                  |                     |                  |
| 2021 |                  |                     |                  |
| 2022 |                  | 103e                |                  |
| 2023 |                  | 132e                |                  |
| 2024 |                  | 137e                |                  |
| 2025 | 138e             |                     |                  |

| Jaar | Milaan-San Remo | Gent-Wevelgem | Ronde van Vlaanderen | Parijs-Roubaix | Bretagne Classic | Scheldeprijs | Bredene Koksijde Classic |  | Wereldranglijsten |
| ---- | --------------- | ------------- | -------------------- | -------------- | ---------------- | ------------ | ------------------------ |  | ----------------- |
| 2020 |                 | opgave        | opgave               |                | 21e              |              |                          |  | 209e (UWR)        |
| 2021 |                 |               |                      | 20e            |                  | 7e           |                          |  |                   |
| 2022 |                 | 74e           | 25e                  | 83e            |                  | 18e          | 8e                       |  |                   |
| 2023 | 132e            | 29e           |                      | 21e            |                  | 16e          |                          |  |                   |
| 2024 |                 | 15e           | ↑                    | 72e            |                  | 17e          | ↑                        |  |                   |
| 2025 |                 |               | 111e                 | buit.tijd      |                  |              | 21e                      |  |                   |

## Ploegen
- 2018 –  Dimension Data for Qhubeka Continental Team
- 2019 –  Dimension Data for Qhubeka Continental Team
- 2020 –  B&B Hotels-Vital Concept p/b KTM
- 2021 –  B&B Hotels p/b KTM
- 2022 –  B&B Hotels-KTM
- 2023 –  Team Arkéa Samsic
- 2024 –  Arkéa-B&B Hotels
- 2025 –  Arkéa-B&B Hotels

Areruya · de Bod · Chokri · Innocenti · Jones · Main · Molini · Mozzato · Mugisha · Sobrero · Visser · Weldu
Barbier · Barthe · Boileau · Bonnamour · Chevalier · Debusschere · Ferasse · Gautier · Gougeard · Heidemann · Hivert · Jauregui · Koretzky · Lagrée · Laurance · Lecroq · Lemoine · Lietaer · Morice · Mozzato · Parisella · Rolland · Schönberger · Warlop · Dauphin (stagiair) · Mahoudo (stagiair) · Rouland (stagiair)
Barguil · Barré · Biermans · Bouet · Bouhanni · Capiot · Champoussin · Costiou · Dekker · Delaplace · Démare (vanf 1/8) · Edet · Gesbert · Grondin · Guernalec · Guglielmi · Hofstetter · Le Berre · Ledanois · Louvel · McLay · Mozzato · Owsian · Pichon · Ponomar (tot 31/7) · Ries · Riou · Rodríguez · Russo · Vauquelin · Verre · Dauphin (stagiair) · Gillet (stagiair) · Tjøtta (stagiair)
Albanese · Barré · Biermans · Capiot · Champoussin · Costiou · Dekker · Delaplace · Démare · García Pierna · Gesbert · Grondin · Guernalec · Guglielmi · Huys · Le Berre · Ledanois(tot 15/8) · Louvel · McLay · Mozzato · Owsian · Ries · Riou · Rodríguez · Scotson · Sénéchal · Thierry (vanaf 1/9) · Vauquelin · Venturini · Verre
Biermans · Capiot · Costiou · Delaplace · Démare · Epis · García Pierna · Gesbert · Grondin · T. Guernalec · V. Guernalec · Guglielmi · Huys · Le Berre · Lozouet · Mozzato · Ries · Rodríguez · Rouland · Scotson · Sénéchal · Svestad-Bårdseng · Thierry · Tjøtta · Vauquelin · Venturini · Verre